# Кузьменки (Полтавський район)
Кузьменки́ —  село в Україні, у Решетилівській міській громаді Полтавського району Полтавської області. Населення становить 6 осіб. До 2020 орган місцевого самоврядування — Кукобівська сільська рада.

## Географія
Село Кузьменки знаходиться на правому березі річки Вільхова Говтва, вище за течією на відстані 0,5 км розташоване село Коломак, нижче за течією на відстані 1 км розташоване село Кукобівка. Річка в цьому місці звивиста, утворює лимани, стариці та заболочені озера.

## Історія
12 червня 2020 року, відповідно до розпорядження Кабінету Міністрів України № 721-р «Про визначення адміністративних центрів та затвердження територій територіальних громад Полтавської області», село увійшло до складу Решетилівської міської громади.
19 липня 2020 року, в результаті адміністративно - територіальної реформи та ліквідації Решетилівського району, село увійшло до складу новоутвореного Полтавського району Полтавської області.